# برايان د. أونيل
برايان د. أونيل (بالإنجليزية: Brian D. O'Neill)‏ هو كاتب أمريكي، ولد في 12 سبتمبر 1949.